# 1881 год
1881 (ты́сяча восемьсо́т во́семьдесят пе́рвый) год  по григорианскому календарю — невисокосный год, начинающийся в субботу. Это 1881 год нашей эры, 1‑й год 9‑го десятилетия XIX века 2‑го тысячелетия, 2‑й год 1880‑х годов. Он закончился 144 года назад.
| Пн | Вт | Ср | Чт | Пт | Сб | Вс |
|    |    |    |    |    | 1  | 2  |
| 3  | 4  | 5  | 6  | 7  | 8  | 9  |
| 10 | 11 | 12 | 13 | 14 | 15 | 16 |
| 17 | 18 | 19 | 20 | 21 | 22 | 23 |
| 24 | 25 | 26 | 27 | 28 | 29 | 30 |
| 31 |    |    |    |    |    |    |

| Пн | Вт | Ср | Чт | Пт | Сб | Вс |
|    | 1  | 2  | 3  | 4  | 5  | 6  |
| 7  | 8  | 9  | 10 | 11 | 12 | 13 |
| 14 | 15 | 16 | 17 | 18 | 19 | 20 |
| 21 | 22 | 23 | 24 | 25 | 26 | 27 |
| 28 |    |    |    |    |    |    |

| Пн | Вт | Ср | Чт | Пт | Сб | Вс |
|    | 1  | 2  | 3  | 4  | 5  | 6  |
| 7  | 8  | 9  | 10 | 11 | 12 | 13 |
| 14 | 15 | 16 | 17 | 18 | 19 | 20 |
| 21 | 22 | 23 | 24 | 25 | 26 | 27 |
| 28 | 29 | 30 | 31 |    |    |    |

| Пн | Вт | Ср | Чт | Пт | Сб | Вс |
|    |    |    |    | 1  | 2  | 3  |
| 4  | 5  | 6  | 7  | 8  | 9  | 10 |
| 11 | 12 | 13 | 14 | 15 | 16 | 17 |
| 18 | 19 | 20 | 21 | 22 | 23 | 24 |
| 25 | 26 | 27 | 28 | 29 | 30 |    |

| Пн | Вт | Ср | Чт | Пт | Сб | Вс |
|    |    |    |    |    |    | 1  |
| 2  | 3  | 4  | 5  | 6  | 7  | 8  |
| 9  | 10 | 11 | 12 | 13 | 14 | 15 |
| 16 | 17 | 18 | 19 | 20 | 21 | 22 |
| 23 | 24 | 25 | 26 | 27 | 28 | 29 |
| 30 | 31 |    |    |    |    |    |

| Пн | Вт | Ср | Чт | Пт | Сб | Вс |
|    |    | 1  | 2  | 3  | 4  | 5  |
| 6  | 7  | 8  | 9  | 10 | 11 | 12 |
| 13 | 14 | 15 | 16 | 17 | 18 | 19 |
| 20 | 21 | 22 | 23 | 24 | 25 | 26 |
| 27 | 28 | 29 | 30 |    |    |    |

| Пн | Вт | Ср | Чт | Пт | Сб | Вс |
|    |    |    |    | 1  | 2  | 3  |
| 4  | 5  | 6  | 7  | 8  | 9  | 10 |
| 11 | 12 | 13 | 14 | 15 | 16 | 17 |
| 18 | 19 | 20 | 21 | 22 | 23 | 24 |
| 25 | 26 | 27 | 28 | 29 | 30 | 31 |

| Пн | Вт | Ср | Чт | Пт | Сб | Вс |
| 1  | 2  | 3  | 4  | 5  | 6  | 7  |
| 8  | 9  | 10 | 11 | 12 | 13 | 14 |
| 15 | 16 | 17 | 18 | 19 | 20 | 21 |
| 22 | 23 | 24 | 25 | 26 | 27 | 28 |
| 29 | 30 | 31 |    |    |    |    |

| Пн | Вт | Ср | Чт | Пт | Сб | Вс |
|    |    |    | 1  | 2  | 3  | 4  |
| 5  | 6  | 7  | 8  | 9  | 10 | 11 |
| 12 | 13 | 14 | 15 | 16 | 17 | 18 |
| 19 | 20 | 21 | 22 | 23 | 24 | 25 |
| 26 | 27 | 28 | 29 | 30 |    |    |

| Пн | Вт | Ср | Чт | Пт | Сб | Вс |
|    |    |    |    |    | 1  | 2  |
| 3  | 4  | 5  | 6  | 7  | 8  | 9  |
| 10 | 11 | 12 | 13 | 14 | 15 | 16 |
| 17 | 18 | 19 | 20 | 21 | 22 | 23 |
| 24 | 25 | 26 | 27 | 28 | 29 | 30 |
| 31 |    |    |    |    |    |    |

| Пн | Вт | Ср | Чт | Пт | Сб | Вс |
|    | 1  | 2  | 3  | 4  | 5  | 6  |
| 7  | 8  | 9  | 10 | 11 | 12 | 13 |
| 14 | 15 | 16 | 17 | 18 | 19 | 20 |
| 21 | 22 | 23 | 24 | 25 | 26 | 27 |
| 28 | 29 | 30 |    |    |    |    |

| Пн | Вт | Ср | Чт | Пт | Сб | Вс |
|    |    |    | 1  | 2  | 3  | 4  |
| 5  | 6  | 7  | 8  | 9  | 10 | 11 |
| 12 | 13 | 14 | 15 | 16 | 17 | 18 |
| 19 | 20 | 21 | 22 | 23 | 24 | 25 |
| 26 | 27 | 28 | 29 | 30 | 31 |    |

## События
- 30 января — правительство Египта приняло решение о предании трибуналу командира 4-го пехотного полка бригадного генерала Ахмеда Ораби и командира 1-го пехотного полка Али Фахми, подавших петицию с требованием смещения военного министра Османа Рифки[1].
- 1 февраля — солдаты захватили здание военного министерства в Каире и освободили лидера национального движения генерала Ахмеда Ораби[2].
- 1 марта — Александр II был смертельно ранен на набережной Екатерининского канала в Петербурге бомбой, брошенной народовольцем Игнатием Гриневицким. Восшествие на престол императора Александра III.
- 26 марта — Румыния провозглашена королевством[3].
- 3 апреля — в Санкт-Петербурге казнены обвинённые в заговоре и убийстве Александра II народовольцы А. И. Желябов, С. Л. Перовская, Н. И. Кибальчич, Т. М. Михайлов, Н. И. Рысаков.
- 29 мая — упразднён Комитет по делам Царства польского, его дела переданы в Комитет министров[4].
- 18 июня — подписан русско-австро-германский договор, возобновивший на 6 лет Союз трёх императоров[5].
- 28 июня — подписана Австро-сербская конвенция, фактически поставившая Королевство Сербию под австрийский протекторат[5].
- 2 июля — покушение на президента США Джеймса Абрама Гарфилда на железнодорожном вокзале Вашингтона Шарлем Гито[6].
- 22 августа — британский парламент принял закон о регулировании арендных земельных отношений в Ирландии[7].
- В августе впервые проведён «Национальный чемпионат США среди мужчин» по теннису, который положил начало Открытому чемпионату США.
- 9 сентября — хедив Египта Тауфик приказал передислоцировать в провинцию полки лидеров национального движения Ахмеда Ораби и Али Фахми. Армия выстроилась перед Абдинским дворцом и Ораби предъявил хедиву требования о введении конституции, укреплении армии и отставке правительства. На следующий день премьер-министр Рийад-паша был отправлен в отставку[8].
- 14 сентября — в Египте сформировано правительство Мухаммеда Шерифа, который приступил к выводу восставших 9 сентября полков из Каира[9].
- 4 ноября — Австро-Венгрия ввела в Герцеговине и Боснии воинскую повинность, что привело к восстанию 1882 года[10].
- 10 ноября — государства Эш-Шихр и Эль-Мукалла (территория современного Йемена) были объединены. Единое государство стало называться  Султанат Куайти. Город Эль-Мукалла стал столицей султаната до 1967 года.
- Религиозный лидер Мухаммад ибн Абдуллах провозгласил себя «Махди» (мессией) и попытался объединить племена западного и центрального Судана против англичан и осман.
- Франция захватила Тунис.
- В России прокатилась волна еврейских погромов.[источник не указан 2613 дней]
- Основание Жигулёвского пивоваренного завода[11].

## Родились
См. также: Категория:Родившиеся в 1881 году
- 4 января — Николай Андреевич Рославец, русский композитор, музыковед, скрипач, педагог (ум. 1944).
- 4 февраля — Фернан Леже, французский живописец и скульптор (ум. 1955).
- 10 февраля — Борис Зайцев, русский писатель (ум. 1972).
- 6 марта — Константин Валерианович Апухтин (ум. 1946), русский офицер, герой Первой мировой войны, участник Белого движения.
- 27 марта — Аркадий Аверченко, русский писатель-сатирик и юморист (ум. 1925).
- 20 апреля — Николай Мясковский, русский и советский композитор (ум. 1950).
- 4 мая — Александр Фёдорович Керенский, видный российский буржуазный политический и общественный деятель, председатель Временного правительства (ум. 1970).
- 19 мая — Мустафа́ Кема́ль Ататю́рк, турецкий политик, первый президент Турецкой Республики (ум. 1938).
- 24 июня — Григорий Иванович Котовский, участник гражданской войны (ум. 1925).
- 17 июля — Йонас Лид, норвежский и российский предприниматель, дипломат, писатель и коллекционер произведений искусства (ум. 1969).
- 8 августа — Юлиуш Клос, польский историк архитектуры, профессор Университета Стефана Батория (ум. 1933).
- 13 октября — Эжени Коттон, французская общественная деятельница, физик, одна из инициаторов создания и президент Международной демократической федерации женщин (ум. 1967).
- 15 октября — Пэлем Грэнвил Вудхауз, английский писатель-юморист и комедиограф (ум. 1975).
- 19 октября — Михаил Дроздовский (ум. 1919), генерал, начальник дивизии в Добровольческой армии.
- 25 октября — Пабло Пикассо, художник XX века (ум. 1973).
- 23 ноября — Пятрас Римша, литовский скульптор (ум. 1961).
- 25 ноября — Анджело Джузеппе Ронкалли, в будущем Иоанн XXIII, Папа Римский (ум. 1963).
- 28 ноября — Стефан Цвейг, австрийский писатель (ум. 1942).

## Скончались
См. также: Категория:Умершие в 1881 году
- 2 февраля — Алексей Феофилактович Писемский, русский писатель (род. 1821).
- 9 февраля — Фёдор Михайлович Достоевский, русский писатель (род. 1821).
- 13 марта — Александр II, император Всероссийский (род. 1818).
- 28 марта — Модест Петрович Мусоргский, русский композитор (род. 1839).
- 15 апреля — в Санкт-Петербурге казнены участники покушения на императора Александра II — народовольцы А. И. Желябов, С. Л. Перовская, Н. И. Кибальчич, Т. М. Михайлов и Н. И. Рысаков.
- 19 апреля — Бенжамин Дизраэли, лорд Биконсфильд, английский государственный деятель и писатель (род. 1804).
- 18 июля — Иван Кондратьевич Бабст, русский историк и экономист (род. 1823 или 1824).
- 27 июля — Федул Филлипович Федюшкин, русский военный, генерал-майор (1867), служивший в казачьих войсках. Герой Кавказской войны, командир соединений Кавказского линейного казачьего войска и Терского казачьего войска. Собиратель архивных документов и преданий по казачьей истории (род. 1818).
- 29 августа — Лауринас Ивинскис, литовский писатель (род. 1810).
- 19 сентября — Джеймс Абрам Гарфилд, 20-й президент США, в результате ненадлежащего лечения после покушения (род. 1831).
- 30 сентября — Елизавета Дмитриевна Безобразова (урождённая Маслова), русская писательница; жена академика В. П. Безобразова (род. 1836)[12].
- 12 октября — Джозайя Гилберт Холланд, американский поэт, писатель, редактор журнала «Scribner's Monthly»[англ.] (род. 1819).
- 5 декабря — Николай Иванович Пирогов, русский хирург и анатом, естествоиспытатель и педагог (род. 1810).